# سيلفيان روشون
سيلفيان روشون هو سياسي كندي، ولد في 24 مايو 1961 في سوريل-تريسي في كندا. حزبياً، نشط في الحزب الكيبيكي. وقد انتخب عضو الجمعية الوطنية في كيبك ‏ عن دائرة Richelieu (provincial electoral district) ‏ خلال فترته النيابية ‏.